# Турн-и-Таксис, Мария Терезия (художница)
Мария Терезия фон Турн-и-Таксис (урожденная Мария Терезия Людовика Клотильде Хелен Александра фон Турн унд Таксис), профессионально известная как Мария Турн унд Таксис (род. 28 ноября 1980, Регенсбург) — немецкий художник, журналист, лесной и сельскохозяйственный землевладелец, Член немецкого княжеского дома Турн-и-Таксис. Вместе с братьями и сестрами ее семья владеет одним из крупнейших частных владений в Европе.

## Ранняя жизнь, семья и образование
Мария Терезия — старший ребенок и дочь Иоганнеса, 11-го князя Турн и Таксис (1926—1990), и его жены Глории, княгини Турн-и-Таксис (урожденная графиня фон Шенбург-Глаухау) (род. 1960). Земли семьи Марии Терезии являются одними из крупнейших частных владений поместья в Европе. После смерти отца в 1990 году Мария Терезия вместе со своей сестрой княгиней Елизаветой и князем Альбертом стала сонаследницей одного из крупнейших частных лесов в Европе , площадь которого составляет 36 000 га. Она и ее брат и сестра — крупнейшие частные землевладельцы в Германии.
Мария Терезия посещала начальную и среднюю школу в Регенсбурге, где она жила со своей семьей в замке Святого Эммерама. Чтобы получить квалификацию для поступления в университет (нем. Hochschulreife), мать Марии Терезии оградила ее от немецких СМИ, отправив в Англию для получения среднего образования . С 2002 года Мария Терезия изучала социологию, психологию и коммуникации в Мадриде. С 2004 года она изучала коммуникации и медиа, уделяя особое внимание кино и режиссуре в Париже и Лондоне.

## Художественная карьера
После окончания школы Мария Терезия работала журналистом-фрилансером и художником-оформителем в Лондоне. Она живет в одной художественной студии со своим мужем и занимается произведениями современного искусства.

## Личная жизнь
В 2001 году Мария Терезия получила компенсацию от Bauer Media Group (нем. Bauer Verlagsgruppe) по её апелляции в Высший земельный суд Гамбурга (нем. Hanseatisches Oberlandesgericht) за сфабрикованные фотомонтажи в их журнале Neue Post, в которых утверждается, что она должна была выйти замуж за Фелипе, принца Астурийского.
13 сентября 2014 года она вышла замуж за Хьюго Уилсона (род. 1982), британского художника из Лондона, на католической церемонии в церкви Святого Иосифа в Тутцинге, Германия.
29 апреля 2015 года было объявлено, что Мария Терезия и Хьюго Уилсон ждут первого ребенка. 21 августа Мария Терезия родила девочку по имени Мафальда Беатрикс Мария в Лондоне, Англия. Вторая дочь, Майя Роми Александра, родилась 22 сентября 2017 года.

## Награды
- Дама Большого Креста Чести и Преданности Мальтийского ордена[14]
- Дама Большого креста Ордена совершенной дружбы.